# 亚细亚火油公司汉口分公司旧址
亚细亚火油公司汉口分公司旧址位于中华人民共和国湖北省武汉市江岸区天津路1号（原汉口英租界宝顺街江滩），东面隔天津路（宝顺街）就是英国驻汉口总领事馆。建于1923年—1924年，由英国壳牌公司和荷兰皇家石油公司的子公司——亚细亚火油公司（Asiatic Petroleum Co）投资建造，楼高5层，钢筋混凝土结构，花岗石外墙，属于简化的古典主义风格，三段式构图，内部装修华丽。
亚细亚火油公司在1912年来汉开设分支机构。1949年以后，亚细亚火油公司结束了在汉口的业务，这幢大楼被政府接管，改为临江饭店。